# Arthur Longo
Arthur Longo (ur. 21 lipca 1988 w Grenoble) – francuski snowboardzista specjalizujący się w halfpipe’ie. Zajął 17. miejsce w halfpipe’ie na igrzyskach olimpijskich w Soczi. Na mistrzostwach świata w snowboardzie startował dwukrotnie. Najlepszy wynik odnotował w Stoneham, gdzie zajął 23. miejsce w halfpipe’ie. Najlepsze wyniki w Pucharze Świata w snowboardzie osiągnął w sezonie 22010/2011, kiedy to zajął 10. miejsce w klasyfikacji generalnej (AFU), a w klasyfikacji halfpip'u zajął trzecie miejsce.

## Sukcesy

### Igrzyska olimpijskie
| Miejsce | Dzień     | Rok  | Miejscowość | Konkurencja | Zwycięzca           |
| ------- | --------- | ---- | ----------- | ----------- | ------------------- |
| 19.     | 17 lutego | 2010 | Vancouver   | Halfpipe    | Shaun White         |
| 17.     | 11 lutego | 2014 | Soczi       | Halfpipe    | Iouri Podladtchikov |

### Mistrzostwa Świata
| Miejsce | Dzień       | Rok  | Miejscowość | Konkurencja | Zwycięzca        |
| ------- | ----------- | ---- | ----------- | ----------- | ---------------- |
| 23.     | 20 stycznia | 2011 | La Molina   | Halfpipe    | Nathan Johnstone |

### Puchar Świata

#### Miejsca w klasyfikacji generalnej
- 2003/2004 – -
- 2004/2005 - -
- 2005/2006 - 219.
- 2008/2009 - 318.
- 2009/2010 - 56.
  - AFU[2]
- 2010/2011 - 10.
- 2012/2013 - 26.
- 2013/2014 -

#### Zwycięstwa w zawodach
1. Calgary – 30 stycznia 2010 (Halfpipe)

#### Pozostałe miejsca na podium  w zawodach
1. Bardonecchia – 11 marca 2011 (Halfpipe) – 3. miejsce